# Anthony Ravard
Anthony Ravard, né le 28 septembre 1983 à Nantes, était un coureur cycliste français, désormais dirigeant d'équipe cycliste professionnelle. Professionnel de 2005 à 2013, il a été membre des équipes Bouygues Telecom, Agritubel et AG2R La Mondiale.

## Biographie
Anthony Ravard commence le cyclisme en 1998 dans la catégorie cadet 1 dans le club Erdre et Loire Cyclisme à Pannecé en Loire-Atlantique. Il y reste trois ans puis rejoint le club nantais de l'UC Nantes Atlantique dans lequel il passe deux ans. En 2003, il rejoint le centre de formation Vendée U-Pays de la Loire où il passe deux années également.
Il devient professionnel chez Bouygues Telecom en 2005. Pour sa première année, il s'illustre sur le Circuit de la Sarthe où il reçoit en 2005 le maillot du meilleur jeune à la suite de la première étape qu'il remporte à Varades. Il rejoint Agritubel en 2007. Sa première année dans cette équipe est difficile mais il participe néanmoins à Paris-Roubaix. En 2008, il remporte les 2e, 3e et 4e étapes du Tour de Normandie au sprint et la première étape du Circuit de la Sarthe-Pays de la Loire, devant Thomas Voeckler, dont l'arrivée est située à Ligné, à une vingtaine de kilomètres de sa ville de résidence Drain. Il gagne également la Châteauroux Classic de l'Indre, onzième manche de la Coupe de France.
En 2009, il remporte la première étape du Tour du Poitou-Charentes devant ses compagnons d'échappés Sébastien Joly et Jérôme Pineau.
En 2010, il s'adjuge cinq nouvelles victoires au sprint, dont la Châteauroux Classic de l'Indre et le Paris-Bourges en fin de saison.
En 2011, il remporte le classement général de l'Étoile de Bessèges. Sélectionné pour les championnats du monde sur route en vue notamment de servir de rampe de lancement à Romain Feillu, Ravard se classe finalement treizième de la course. Il termine son année par une septième place sur Paris-Bourges dont il était tenant du titre.
En 2012, Ravard est quatrième du Samyn en février. Gêné depuis le début de sa carrière professionnelle par deux muscles du bassin qui lui compriment un nerf sciatique,, il subit une infiltration en cours de saison 2012 pour soulager son nerf. Il se fracture une clavicule en mai à la suite d'une chute survenue lors d'une étape du Circuit de Lorraine. Cette chute compromet sa participation au Tour de France, son objectif de l'année.
En 2013, il est opéré en mai du dos en raison d'une hernie discale. De retour à la compétition à la fin du mois de juillet, il met un terme à sa carrière en septembre faute d'avoir pu retrouver son niveau de 2010 et 2011.
Depuis 2015, il dirige l'équipe junior de l'UC Nantes Atlantique, et pilote des voitures à échelon course notamment sur le Tour de France ou la Classic 44. 
En fin de saison 2017, Pascal Deramé est licencié pour des raisons économiques, à la suite Sébastien Cottier démissionne de son poste de directeur sportif de la DN1. Anthony Ravard prend alors la direction de l'équipe avec comme adjoint Axel Clot-Courant. 
En septembre 2021, l'UCNA dépose un dossier de candidature pour devenir une équipe cycliste continental ce qui est accepté par les instances du cyclisme. L'équipe professionnelle voit donc le jour en janvier 2022 avec comme leader Emmanuel Morin et Louis Barré. 
Anthony Ravard est également responsable de la Structure d’Entraînement et de Formation Nantes Atlantique et devient en janvier 2025 co-président du club de l'UCNA, chargé de la partie professionnelle et de l'équipe désormais nommée CIC U Nantes.

## Palmarès

### Palmarès amateur
| - 2001 - Champion des Pays de la Loire juniors - 2002 - 4e étape des Boucles de la Mayenne - Grand Prix de Nantes - 2003 - 4e étape du Circuit des plages vendéennes - Deux Jours cyclistes de Machecoul : - Classement général - 1re étape - Tour d'Eure-et-Loir - 3e étape du Tour du Béarn - Prix Jules Linais - 2e du Circuit des plages vendéennes - 2e du Circuit U Littoral | - 2004 - 1re et 3e étapes du Circuit des plages vendéennes - Tour du Haut-Anjou - Bordeaux-Saintes - 3e étape du Ruban granitier breton - 2e étape des Boucles de la Mayenne - 2e d'Orvault-Saint-Nazaire-Orvault - 2e du Grand Prix de Gommegnies |  |

### Palmarès professionnel
| - 2005 - 1re étape du Circuit de la Sarthe - 2008 - 2e, 3e et 4e étapes du Tour de Normandie - 1re étape du Circuit de la Sarthe - Châteauroux Classic de l'Indre - 2e des Boucles du Sud Ardèche - 2009 - 1re étape du Tour du Poitou-Charentes - 2e du Grand Prix de la Somme - 3e de la Châteauroux Classic de l'Indre | - 2010 - 2ea et 4e étapes du Circuit de la Sarthe - 2e étape du Tour du Poitou-Charentes - Châteauroux Classic de l'Indre - Paris-Bourges - 3e du Grand Prix de la Somme - 2011 - Classement général de l'Étoile de Bessèges - Châteauroux Classic de l'Indre - 3e étape du Tour du Poitou-Charentes - 3e de Paris-Bruxelles |  |

## Résultats sur le Tour d'Italie
1 participation 
- 2010 : abandon (13e étape)